# تاريخ مدينة نيويورك

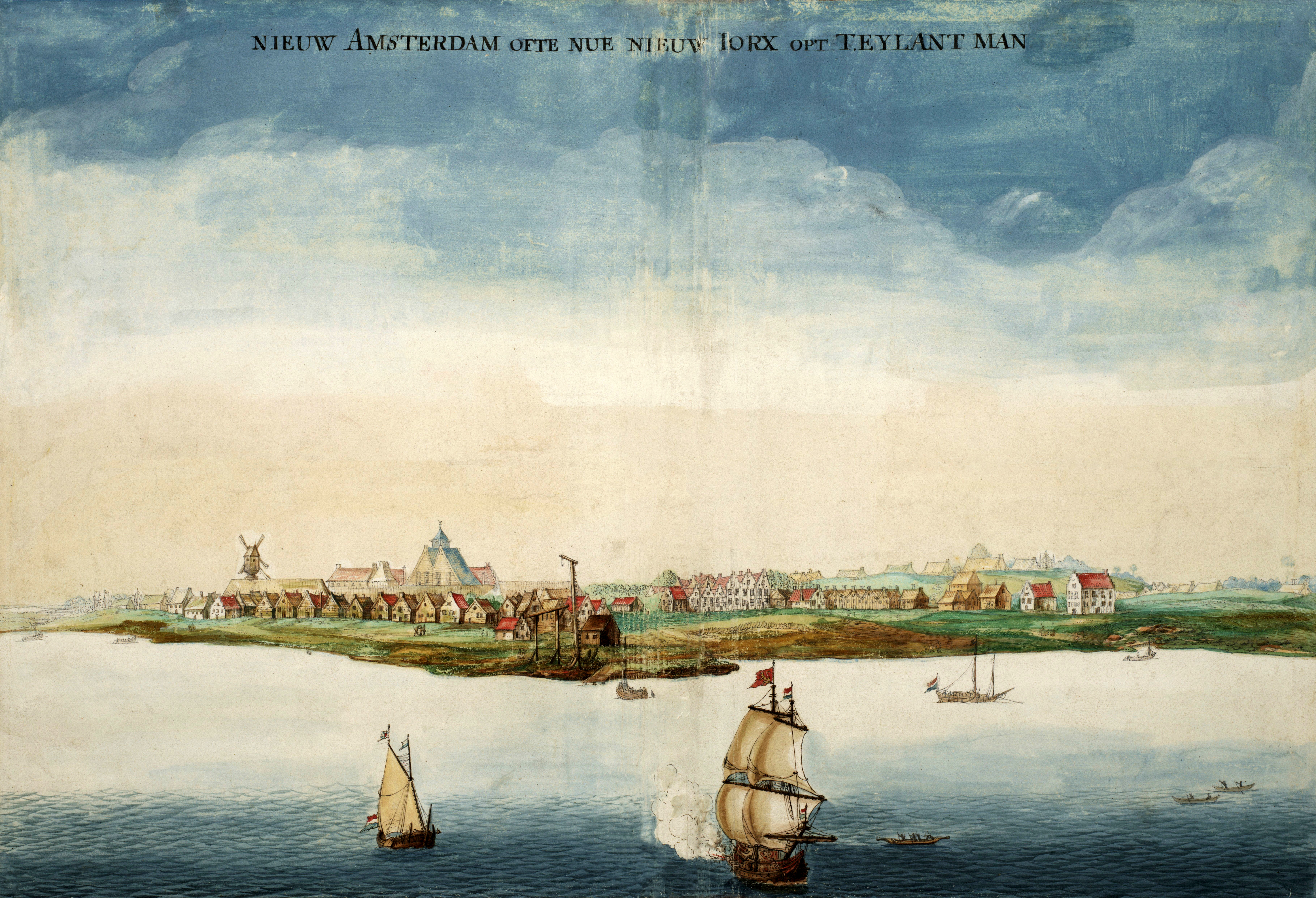

يعود التاريخ المسجل لمدينة نيويورك إلى المستكشف الإيطالي جيوفاني دي فيرازانو في العام 1524. بدأ الهولنديون الاستيطان الأوروبي للمدينة في العام 1608.
قوّض «أبناء الحرية» السلطة البريطانية في مدينة نيو يورك، واجتمع نواب الكونغرس القاري من جميع المستعمرات الثلاثة عشر في المدينة في العام 1765 لتنظيم المقاومة ضد البريطانيين. أسهم موقع المدينة الاستراتيجي ومكانتها كميناء رئيسي في جعلها هدفًا أساسيًا لاستيلاء البريطانيين عليها في العام 1776. هُزم الجنرال جورج واشنطن في سلسلة معارك بالكاد نجا فيها بنفسه (باستثناء معركة مرتفعات هارلم، التي مثلت أول انتصار له في الحرب)، وسيطر الجيش البريطاني على مدينة نيويورك ووظفها قاعدة رئيسية في القارة الأمريكية حتى أواخر العام 1783، وإليها فر اللاجئون الموالون للتاج البريطاني. اتُخذت المدينة عاصمة وطنية للأمة الوليدة من 1788-1790 بموجب دستور الولايات المتحدة الأمريكية. وفي ظل الحكومة الجديدة شهدت المدينة مراسم تنصيب جورج واشنطن بصفته أول رئيس للولايات المتحدة، وصياغة وثيقة حقوق الولايات المتحدة، وانعقاد أول محكمة عليا للولايات المتحدة. أدى افتتاح قناة إيري إلى إكساب المدينة صلات ممتازة لحركة القوارب البخارية التي ربطت بين شمال ولاية نيويورك ومنطقة البحيرات العظمى، إضافة إلى حركة على طول ساحل نيو إنجلاند، ما جعل المدينة أبرز المنافذ البحرية على المحيط الأطلسي. وكان مما ساعد في تعزيز دور المدينة المحوري هو خطوط السكك الحديدية التي ربطتها بالشمال والغرب في الأربعينيات والخمسينيات من القرن التاسع عشر.
ابتداءً من منتصف القرن الثامن عشر، وصلت موجات هجرة إلى المدينة من أوروبا، وغيرت بشكل جذري تركيبة المدينة، وانخرط المهاجرون بالعمل في الصناعات المتزايدة. يعود تاريخ تطور مدينة نيويورك المعاصرة إلى اندماج المناطق الإدارية الخمس في العام 1898 والطفرة التي شهدتها المدينة في الاقتصاد والعمران بعد الكساد الكبير والحرب العالمية الثانية. طوال تاريخها، أدت نيويورك دور ميناء الدخول الأول للعديد من المهاجرين، وارتقى بها تأثيرها الثقافي والاقتصادي إلى أهم المناطق الحضرية في الولايات المتحدة والعالم.

## استقرار الشعوب الأصلية الأمريكية
سكن شعب لينابي في المنطقة التي ضمت فيما بعد مدينة نيويورك المعاصرة. بشكل تقليدي، تحدثت تلك الجماعات من الشعوب الأصلية الأمريكية المترابطة ثقافيًا ولغويًا باللغة الألغونكوية التي يُشار إليها حاليًا باسم أونامي. أطلق المستوطنون الأوروبيون الأوائل على مجموعات اللينابي أسماء الأماكن التي كانوا يقطنونها، مثل «راريتن» في جزيرة ستاتين ونيوجيرزي، و«كانارسي» في بروكلين، و«هاكينساك» في نيوجيرزي في المنطقة الممتدة عبر نهر الهدسون تجاه جنوب مانهاتن. اشتُقت بعض أسماء الأماكن المعاصرة مثل خليج راريتن وكانارسي من أسماء شعب لينابي. اتسمت القبائل القاطنة جوار لونغ آيلاند شرقًا بارتباطهم الأوثق ثقافيًا ولغويًا بشعوب موهيجان بيكوات في نيو إنجلاند والذين تحدثوا بلغة موهيجان بيكوات.
استفادت هذه الشعوب من القنوات المائية الوفيرة في منطقة نيويورك لاصطياد السمك، ورحلات الصيد، والتجارة، والحرب أحيانًا. أصبحت العديد من الطرقات التي شقّتها الشعوب الأصلية شوارع رئيسية، يُذكر منها برودواي في منهاتن، ذا برونكس، وويستشيستر. طوّر شعب لينابي تقنيات معقدة للصيد وإدارة مواردهم. بحلول الزمن الذي وصل فيه الأوروبيون، كان اللينابي يزرعون حقول الخضار بأسلوب القطع والحرق، وهو ما زاد من دورة الحياة الإنتاجية للحقول المزروعة. إضافة إلى ذلك، اصطاد اللينابي كميات هائلة من الأسماك والمحاريّات من الخليج. يقدر المؤرخون أنه مع بدء الاستيطان الأوروبي، كان ثمة 5000 نسمة من شعب اللينابي يعيشون في 80 مستوطنة منتشرة في المنطقة.

## الاستكشاف والاستيطان الأوروبي

### نيو أنغوليم
كان أول زائر أوروبي إلى المنطقة هو جيوفاني دا فيرازانو، الذي كان إيطاليًا يقود السفينة الفرنسية لا دوفين في العام 1524. يُعتقد أنه أبحر إلى خليج نيويورك العلوي، حيث قابل شعب الليباني الأصليين، وأبحر عائدًا عبر المضيق، حيث رسى في ليلة 17 أبريل، ثم استكمل رحلته. أطلق دا فيرازانو على المنطقة اسم نيو أنغوليم على شرف فرنسوا الأول، ملك فرنسا من عائلة فالوا أنغوليم المالكة الذي كان دوق أنغوليم من العام 1496 حتى تتويجه ملكًا في العام 1515. يُشير الاسم إلى بلدة أنغوليم، في إقليم شارنت بفرنسا. وعلى مدار القرن التالي، زار تجار الفراء والمستكشفون المنطقة في مناسبات متفرقة، يُذكر منهم إستيبان غوميز في العام 1525.
تواصل الاستيطان الهولندي في 2 سبتمبر من العام 1609، عندما أبحر الإنجليزي هنري هدسون، الذي كان موظفًا لدى شركة الهند الشرقية الهولندية، بسفينة هاف موون عبر المضيق إلى خليج نيويورك العلوي. ومثل كريستوفر كولومبوس، كان هدسون يسعى لإيجاد ممر غربي إلى آسيا. لم يجده أبدًا، ولكنه وثّق ملاحظته بخصوص كثرة أعداد القندس في المنطقة. كان فراء القندس دارجًا في عالم الأزياء في أوروبا، وهو الأمر الذي حفّز توجهًا تجاريًا مُربحًا. مثل تقرير هدسون عن أعداد القندس في المنطقة نقطة البدء لتأسيس المستعمرات الهولندية التجارية في العالم الجديد. يمكن استشفاف أهمية حيوان القندس في تاريخ مدينة نيويورك عبر استخدامه رمزًا على الختم الرسمي للمدينة.

### الاستيطان الهولندي
ظهرت أولى مراكز تجارة الفراء والمستوطنات الهولندية في العام 1614 بالقرب من أولباني، نيويورك المعاصرة، وهو نفس العام الذي ظهرت فيها نيو نيذيرلاندز على الخريطة. في شهر مايو 1624، رست سفن شركة الهند الشرقية الهولندية بعدد من العائلات في نوتين إيلانت (جزيرة غافرنيرز المعاصرة) قريبًا من الجهة الجنوبية لمنهاتن عند مصب نهر نورث (نهر هدسون حاليًا). بعد ذلك بقليل، وعلى الأرجح في العام 1626، بدأ العمل بإنشاء قلعة أمستردام. فيما بعد، استقدمت شركة الهند الشرقية الهولندية العبيد الأفارقة للعمالة؛ وأسهموا في بناء الجدار الذي صد هجمات الإنجليز والهنود. يُذكر من الحاكمين الأوائل فيليم فيرهولست، وبيتر مينويت. في العام 1638 أصبح فيليم كيفت الحاكم العام ولكنه تورط بعد خمس سنوات في حرب كيفت ضد الشعوب الأصلية الأمريكية. في فبراير 1643، سقط 80 قتيلًا من السكان الأصليين إثر مذبحة بافونيا، على طول نهر هدسون في نيوجيرزي المعاصرة. بعد المذبحة، اتحدت قوات قبائل ألغونكون وكادوا يهزمون الهولنديين. أرسلت هولندا قوات إضافية لنجدة كيفت، وهو ما أدى إلى الهزيمة الساحقة للأمريكيين الأصليين، ووقعت معاهدة سلام في 29 أغسطس 1645.
في 27 مايو 1647، عُين بيتر ستويفسانت حاكمًا عامًا لدى وصوله، وحكم باعتباره عضوًا في الكنيسة المصلحة الهولندية. مُنحت المستعمرة حكمًا ذاتيًا في العام 1652، وضُمت نيو أمستردام باعتبارها مدينة في 2 فبراير 1653. عُيّن محافظو نيو أمستردام في تلك السنة، وهُم أرينت فان هاتيم ومارتن كريغير. مع بداية عقد الستينيات من القرن السابع عشر، بلغ تعداد السكان في المدينة 1500 أوروبيًا، نصفهم فقط هولنديون، و300 مستعبد أفريقي من أصل 375 في المدينة.
حافظت بعض الأمكنة على أسمائها الأصلية الهولندية، من أشهرها فلاشينغ (على اسم بلدة فليسنجن الهولندية)، وهارلم (هارلم الهولندية)، وبروكلن (بروكلين الهولندية). رغم ذلك، بقي أقل القليل من الأبنية التي يعود تاريخها للقرن السابع عشر. أقدم بيت مسجل ما يزال قائمًا في مدينة نيويورك، هو بيت بيتر كلايزين ويكوف هاوس في بروكلين، الذي يعود تاريخه للعام 1652.